# Szúcs
Szúcs is een plaats (község) en gemeente in het Hongaarse comitaat Heves. Szúcs telt 441 inwoners (2002).